# Куручайская культура
Куручайская культура (1,5 млн. — 730 тыс. лет назад) — археологическая культура эпохи раннего палеолита возрастом более 1,2 миллиона лет, получившая распространение в долине реки Куручай на территории современного Ходжавендского района Азербайджана.

## Выявление и датировка
Впервые Куручайская культура была выявлена азербайджанским советским археологом Мамедали Гусейновым в результате раскопок 1974—1975 гг. в Азыхской пещере под шестым слоем палеолитической стоянки, возраст которого более 700 тысяч лет. Возраст Куручайской культуры хорошо коррелируется с апшеронским ярусом Каспия возрастом более 1,2 миллиона лет.
Галечная культура из Азыхской стоянки (X—VII слои общей толщиной 4,5 метра) близка находкам из стоянок в Олдувайском ущелье Восточной Африки, но имеет и отличительные признаки и свою стилистику каменных орудий, что и даёт основание её выделить в отдельную культуру. Культура X—VII слоев старше миндельского времени, что подтвердилось и данными палеомагнитного анализа: граница Брюнес — Матуяма проходила в VII слое, что говорит о том, что все нижележащие отложения были старше по крайней мере 730 тысяч лет. Согласно выдвинутой Мамедали Гусейновым гипотезе, долина реки Куручай и Южный Кавказ в целом были обжиты гоминидами 1,5 — 2 миллиона лет назад, а наличие в самом нижнем, X слое, Азыхской пещеры каменной индустрии со следами преднамеренной обработки говорит о том, что пещера была заселена гоминидами с уже сформировавшимися навыками изготовления орудий, приобретёнными задолго до заселения пещеры в долине реки Куручай.
С данными палеомагнитного анализа согласуются и комплексные исследования Азыхской пещеры, в ходе которых применялись палеомагнитный, палеофаунистический и палеоботанический методы. Эти исследования показали, что нижние слои отложений, вмещающие древний комплекс галечных орудий, относятся к самому началу плейстоцена (олдувай). Учитывая эти обстоятельства географы Иннокентий Герасимов и Андрей Величко и археологи Василий Любин и Николай Праслов приходят к выводу, что эти нижние толщи культурного слоя имеют возраст около 1 миллиона лет, то есть очень близкий к возрасту слоев одной из самых древних стоянок Франции — Валлоне.
В период Куручайской культуры Азыхскую пещеру предположительно населяли представители вида Homo habilis.

## Орудия
Представлена многочисленными грубыми рубящими орудиями, среди которых есть проточопперы, проточоппинги, кубовидные, грубые скребла, скребки из отщепов, отщепы с ударными площадками и т. д. Галечные орудия Куручайской культуры обработаны путём грубой отбивки. Они оббивались с края по центру с одной поверхности, а зачастую всего с двух поверхностей. Во втором случае удавалось отколоть один узкий удлинённый конец или определённый участок на одном продольном крае.
Среди галечных изделий есть и так называемые гигантоллиты — крупные чопперовидные орудия весом 4-5 кг. Также между орудиями слоёв куручайской культуры и материалами VI слоя прослеживается преемственная связь, что говорит о том, что галечные изделия нижних слоёв являются прототипами орудий VI раннеашельского слоя.

### Дискуссии о происхождении артефактов
Описанная Гусейновым галечная культура вызвала вопросы у таких авторов как Любин, Дороничев, Голованова, которые оспаривают вероятность изготовления человеком камней из самых нижних слоев Азыхской стоянки. Так, после просмотра коллекции специалистами в дни археологической конференции в Баку в 1985 году встали острые дискуссии и разноречивые мнения. В итоге появились три точки зрения. Сторонники первой, такие как сам М. М. Гусейнов, И. А. Коробков, признают все находки полноценными. По мнению сторонников второй точки зрения, камни носят следы только естественных повреждений (Г. П. Григорьев). Сторонники же третьей теории, такие как В. П. Любин, В. А. Ранов, В. Н. Гладилин и др., считают, что в коллекции преобладают гальки с побитостями, но часть вещей (чопперы, чоппинги, единичные отщепы) может быть связана с деятельностью человека. К такому выводу пришли также французские археологи А. де Люмлей и Ж. Комбье, которые в 1978 году в Тбилиси ознакомились с образцами галечных орудий из Азыхской пещеры. Помимо де Люмлей идею Гусейнова поддержали и другие археологи французской делегации. Таким образом, в 1978 году Гусейнов получил большую поддержку. По словам Ранова, число сторонников Гусейнова к 1985 году заметно возросло. Ранов и сам, как позже признавался, наполовину верил в то, что орудия из нижних слоёв Азыха подлинные.
Сомнения вызваны в первую очередь тем, что нет полной уверенности в надлежащей стратиграфической приуроченности рассматриваемых находок. Так, отложения вскрывались с помощью кирок, что наблюдал Г. П. Григорьев во время мимолетного визита в пещеру в 1973 году. Такой метод, по словам Любина, мог привести к смешению материала. Во-вторых, какие-либо предметы со следами искусственных снятий отсутствовали среди коллекции галек из раскопок 1976 года на базе Азыхской экспедиции. По словам Любина, положение дел прояснит только «коллегиальная апробация условий залегания находок специалистами непосредственно на объекте в процессе вскрытия соответствующих слоев».
«Словарь Археологии» («A Dictionary of Archaeology»), изданный в 2008 году Blackwell под редакцией Иэна Шоу и Роберта Джеймсона, отмечает, что обнаруженные в нижних слоях Азыхской пещеры галечные орудия напоминают олдувайские и демонстрируют обратную магнитную полярность, идентифицированную как палеомагнитная эпоха Матуяма (более 735 000 лет назад).